# Geological Survey of Natal and Zululand
Geological Survey of Natal and Zululand war eine öffentliche Institution zur Erforschung der geologischen Verhältnisse in der britischen Kolonie Natal im südlichen Afrika. Sie existierte von 1901 bis 1908 und verfügte nur über eine sehr eingeschränkte Arbeitsbasis. Ihr Dienstsitz bestand aus zwei kleinen Räumen in Pietermaritzburg, wo sich auch die Regierung von Natal befand. Das hauptamtliche Personal beschränkte sich auf nur einen Mitarbeiter (Government geologist), den Geologen William Anderson (1875–1942).

## Tätigkeit
Die Geländearbeit von William Anderson konzentrierte sich hauptsächlich auf Überblicksaufnahmen in einigen östlichen Küstenabschnitten der Kolonie und auf einzelne landesinnere Gebiete. Hierbei untersuchte er Bereiche an der nordwestlichen Gebietsgrenze, wo es ihm möglich wurde, an die Arbeiten des Geologen Gustaaf Adolf Frederik Molengraaff im Distrikt Vryheid anzuknüpfen.
Vom Geological Survey of Natal and Zululand gibt es eine periodische Schriftenreihe, worin Anderson und andere Autoren über ihre Arbeitsergebnisse berichteten. Die Herausgeberschaft lag bei der Kolonie Natal im Surveyor-General's Department. Die drei Ausgaben des Reports enthalten geologische Karten. Im ersten Report von 1902 sind es die Geological map of the Lower Tugela Division und die Geological sketch map of Eastern Zululand, im zweiten Report die Geological map of Melmoth District, Zululand sowie die Geological sketch map of Zululand (Maßstab 1:316.800) und im dritten Report die Geological sketch map of the eastern half of Alfred County.

## Publikationen
- William Anderson: First Report of the Geological Survey of Natal and Zululand. P. Davis & Sons, Pietermaritzburg 1901
- William Anderson: Second Report of the Geological Survey of Natal and Zululand. West, Newmann & Co., London 1904
- William Anderson: Third and final report of the Geological Survey of Natal and Zululand. West, Newmann & Co., London 1907